# أندريه لومير (مجدف)
أندريه لومير هو مجدف بلجيكي، (و. 1894  م).

## وصلات خارجية
- أندريه لومير على موقع الاتحاد الدولي للتجديف (الإنجليزية)
- أندريه لومير على موقع أوليمبيديا (الإنجليزية)